# Kalety
Kalety (in tedesco Kalet) è una città polacca del distretto di Tarnowskie Góry nel voivodato della Slesia.
Ricopre una superficie di 57,68 km² e nel 2007 contava 8 662 abitanti.